# Andy Wilson
John Andrew Wilson (ur. 3 lipca 1916 w Borthwick, zm. 30 lipca 1979 w Dunfermline) – brytyjski zapaśnik. Olimpijczyk z Londynu 1948, gdzie zajął czternaste miejsce w kategorii do 73 kg, w stylu klasycznym.

## Letnie Igrzyska Olimpijskie 1948
| Konkurencja          | Rundy eliminacyjne    | Rundy eliminacyjne       | Klas. końcowa |
| Konkurencja          | Przeciwnik I          | Przeciwnik II            | Miejsce       |
| -------------------- | --------------------- | ------------------------ | ------------- |
| 73 kg styl klasyczny | Josef Schmidt (AUT) P | Julien Dobbelaer (BEL) P | 14.           |